# Melaleuca phatra
Melaleuca phatra är en myrtenväxtart som beskrevs av Lyndley Alan Craven. Melaleuca phatra ingår i släktet Melaleuca och familjen myrtenväxter. Inga underarter finns listade i Catalogue of Life.